# Jean-Claude Darouy
Jean-Claude Darouy (* 30. August 1944 in Sablons, Département Gironde; † 8. August 2006 in Lormont) war französischer Steuermann.

## Biografie
Jean-Claude Darouy fungierte bei den Olympischen Sommerspielen 1964 in Tokio im Zweier mit Steuermann als Steuermann der beiden Brüder Georges und Jacques Morel. Das Trio gewann die Silbermedaille. Auch im Vierer mit Steuermann war er in gleicher Funktion Teil der Besatzung, jedoch verpasste das Boot mit Rang vier eine Medaille.